# Giulio Carpegna
Giulio Carpegna (Roma, 6 ottobre 1760 – Roma, dicembre 1826) è stato un presbitero e funzionario italiano al servizio della Santa Sede. Fu l'ultimo inquisitore generale di Malta.

## Biografia

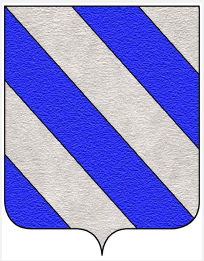
Stemma famiglia Carpegna

Nacque a Roma nel palazzo Carpegna nei pressi della Sapienza, era figlio di Antonio di Carpegna Gabrielli, conte sovrano della Contea di Carpegna e di Anna Lombardi, nonché fratello di Gaspare ultimo conte sovrano di Carpegna (1819), e di Anna Girolama, principessa di Scavolino. La famiglia facente parte della elevata nobiltà pontificia, era legata a papa Benedetto XIV, dalla quale provenivano anche i cardinali Ulderico Carpegna (1595–1679) e Gaspare Carpegna (1625–1714). Era anche parente del cardinale Giulio Gabrielli (1748–1822). Giulio Carpegna studiò al Collegio Clementino ed entrò al servizio della Curia nel 1777 come Protonotario apostolico.
Papa Pio VI lo nominò Inquisitore e visitatore apostolico di Malta il 7 agosto 1792, in questa carica Giulio Carpegna fu equiparato a un legato apostolico. Arrivò a Malta il 24 gennaio 1793. Durante il suo mandato, Ferdinand von Hompesch zu Bolheim fu eletto Gran Maestro dell'Ordine di Malta nel 1797. Poco prima della conquista delle Isole maltesi da parte delle truppe napoleoniche, fu richiamato a Roma e fuggì il 26 maggio 1798. A Roma divenne membro della Giunta di Stato, istituita dal futuro Regno di Napoli nel corso della prima restaurazione dello Stato Pontificio. Come protonotario apostolico partecipò all'ingresso di papa Pio VII il 3 luglio 1800.
Carpegna divenne segretario della Congregazione dei Riti il 23 febbraio 1801. Poco dopo subì una paralisi quasi completa, che gli lasciò solo capacità intellettive. Le sue funzioni di segretario della Congregazione dei Riti erano svolte da coadiutori con diritto di successione, come Giuseppe Antonio Sala (20 settembre 1815) e poi Giuseppe Gaspare Fatati (8 dicembre 1825).
Morì a Roma nel dicembre 1826.